# Raoul Gueguen
Raoul Gueguen (Garlan, 20 de junho de 1947) é um ex-pentatleta francês. 

## Carreira
Raoul Gueguen representou seu país nos Jogos Olímpicos de 1968 e 1972, na qual conquistou a medalha de bronze, por equipes. 